# سورة الشمس
سُورَةُ ٱلشَّمۡسِ هي سورة مكية، من سور المفصل في القرآن، وهي السورة الحادية والتسعون في ترتيب المصحف، في الجزء الثلاثين، عدد آياتها 15 عند الجمهور وعدد كلماتها 54 كلمة، وأواخر فواصل آياتها حرف الألف.
سُمِّيت بسورة الشمس لافتتاحها بهذه الكلمة، بدأت بأسلوب قسم ﴿وَٱلشَّمۡسِ وَضُحَىٰهَا ۝١﴾، واختصت بأطول موضع في القرآن الكريم تتابع فيه القَسَم، نزلت بمكة بعد سورة القدر وقبل سورة البروج. اختلفت المصاحف العثمانية في الآية الأخيرة منها حيث كُتِبت في مصحفي الحجاز والشام ﴿فلَا یَخَافُ﴾، وفي مصحف العراق ﴿وَلَا یَخَافُ﴾، واختلف القراء في قراءة هذه الآية تبعًا لمصاحف بلدانهم.
ترتيبُها في المصحف بعد سورة البلد، علل السيوطي مناسبة هذا الترتيب أن في سورة الشمس إجمالاً للتفصيل المذكور في آخر سورة البلد عن أصحاب الميمنة وأصحاب المشأمة، وجاء ترتيبها قبل سورة الليل والضحى، لمناسبة مطالع هذه السور الثلاث، لما بين الشمس والليل والضحى من الملابسة.
حسب المعتقدات الإسلامية، ثبت عن الرسول محمد الحثُّ على قراءتها في الصلاة عامة، وقراءتُها في صلاة العشاء، وتفسيرُ ﴿وَنَفۡسࣲ وَمَا سَوَّىٰهَا ۝٧ فَأَلۡهَمَهَا فُجُورَهَا وَتَقۡوَىٰهَا﴾، وتفسيرُ ﴿إِذِ ٱنۢبَعَثَ أَشۡقَىٰهَا﴾ بأنه رجل أُحيمِر عزيز عارم منيع في قومه.
وقد ابتدأت بأنواع القسم المتتالية التي تلفت إلى آيات الله الكونية المتقابلة الدالة على كمال تصرفه في الكون فالشمس يقابلها القمر، والنهار يقابله الليل، والسماء تقابلها الأرض، وكان القسم على فلاح مَن زكَّى نفسه بطاعة الله، وخيبة مَن عصى الله، وذكرت قصة ثمود وما كان من تكذيبهم لرسولهم وعقرهم الناقة ثم عقوبة الله لهم؛ لذلك قال بعض العلماء: إن مقصود السورة الحث على الطاعة وأنها سبب الفلاح، والتحذير من المعصية وأنها سبب الخيبة، والتذكير بحال قوم ثمود وما جرى لهم، وتهديد قريش أن يصيبها ما أصابهم.

## الوصف والبنية

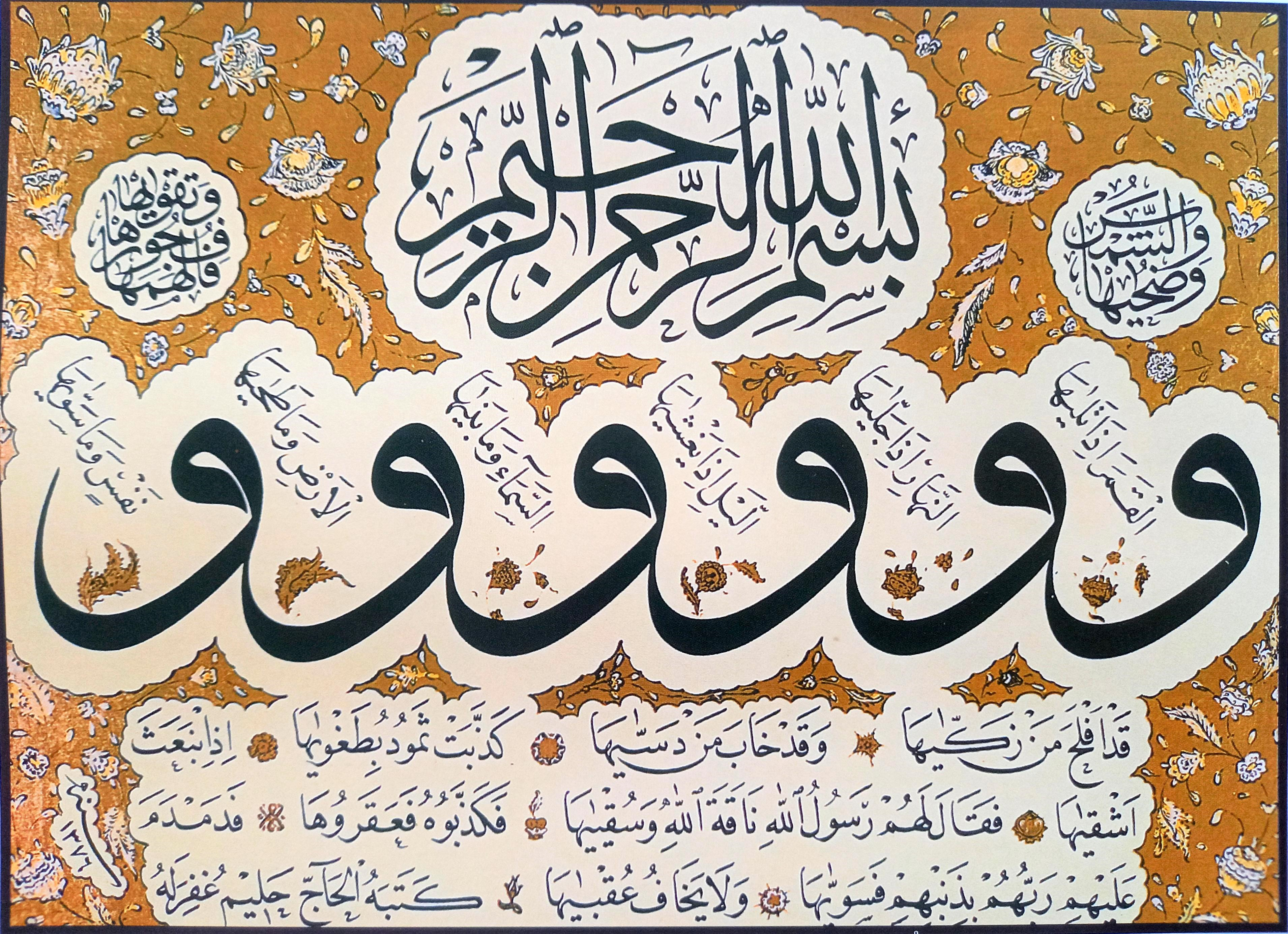
لوحة مخطوطة لسورة الشمس من عمل الخطاط التركي مصطفى عبد الحليم أوزياشي.

تسمى سورة «الشمس»، وسورة «والشمس»، وسورة «والشمس وضحاها»، وسورة «الشمس وضحاها»؛ لافتتاحها بهذه الكلمة. سورة الشمس 15 آية عند الجمهور، و16 آية في عد المدني الأول ونافع من المدني الأخير، وقيل في المكي، حيث عدوا ﴿فَكَذَّبُوهُ فَعَقَرُوهَا﴾ آية.
فواصل آياتها على حرف الألف. كلماتها: 54 كلمة. حروفها: 246 حرفًا عند أبي عمرو الداني، و247 حرفًا عند ابن الأحنف اليمني والخازن، و240 حرفًا عند مجد الدين الفيروزآبادي. اختصت سورة الشمس بأطول موضع في القرآن الكريم تتابع فيه القَسَم حيث تتابعَ القسم في سبع آيات متواليات يطَّرد فيها القَسَم بحرف الواو في مطلع كل آية.
نزلت بمكة، ورد في ذلك أثر عن ابن عباس قال: «نزلت ‌سورة ﴿وَٱلشَّمۡسِ وَضُحَىٰهَا﴾ بمكة»، وهي مكية كلها بالإجماع. ترتيبها في النزول 26 بعد سورة القدر وقبل سورة البروج.

ترتيب سورة الشمس 91 في المصحف بعد سورة البلد وقبل سورة الليل. وعن هذا الترتيب يقول جلال الدين السيوطي:

## القراءات والمصاحف
اختلاف القراءات العشر في سورة الشمس: ۝١٥ قرأ الجمهور: ﴿وَلَا یَخَافُ﴾، وقرأ نافع وابن عامر وأبو جعفر: ﴿فلَا یَخَافُ﴾. وهذا الاختلاف راجع إلى الاختلاف في المصاحف حيث أن الآية في مصحف الحجاز الإمام ومصحف الشام الإمام ﴿فلَا یَخَافُ﴾، وفي مصحف العراق الإمام ﴿وَلَا یَخَافُ﴾.

## التفسير

### ما ورد في تفسير السورة عن النبي
- ورد تفسير نبوي في سورة الشمس لقوله تعالى: ﴿وَنَفۡسࣲ وَمَا سَوَّىٰهَا ۝٧ فَأَلۡهَمَهَا فُجُورَهَا وَتَقۡوَىٰهَا﴾: عن ‌أبي الأسود الدِّيليِّ قال: قال لي ‌عمران بن الحصين: أرأيت ما يعمل النَّاس اليوم ويكدحون فيه، أشيءٌ قضي عليهم ومضى عليهم من قدر ما سبق؟ أو فيما يستقبلون به ممَّا أتاهم به نبيُّهم، وثبتت الحجَّة عليهم؟ فقلت: بل شيءٌ قضي عليهم، ومضى عليهم. قال فقال: أفلا يكون ظلمًا؟ قال: ففزعت من ذلك فزعًا شديدًا، وقلت: كلُّ شيءٍ خلق الله وملك يده فلا يسأل عمَّا يفعل وهم يسألون. فقال لي: يرحمك الله إنِّي لم أرد بما سألتك إلَّا لأحزر عقلك إنَّ رجلين من مزينة أتيا رسول الله ﷺ فقالا: يا رسول الله أرأيت ما يعمل النَّاس اليوم، ويكدحون فيه أشيءٌ قضي عليهم ومضى فيهم من قدرٍ قد سبق، أو فيما يستقبلون به ممَّا أتاهم به نبيُّهم، وثبتت الحجَّة عليهم؟ فقال: «لا بل شيءٌ قضي عليهم، ومضى فيهم وتصديق ذلك في كتاب الله عزَّ وجلَّ: ﴿وَنَفۡسࣲ وَمَا سَوَّىٰهَا ۝٧ فَأَلۡهَمَهَا فُجُورَهَا وَتَقۡوَىٰهَا﴾».

رواه مسلم (2650).
- وكذلك لقول الله: ﴿إِذِ ٱنۢبَعَثَ أَشۡقَىٰهَا﴾، عن عبد الله بن زمعة قال: أنَّه سمع النَّبيَّ ﷺ يخطب، وذكر النَّاقة والَّذي عقر، فقال رسول الله ﷺ: ﴿إِذِ ٱنۢبَعَثَ أَشۡقَىٰهَا﴾ «انبعث لها رجلٌ عزيزٌ عارمٌ منيعٌ في رهطه مثل أبي زمعة».

رواه البخاري (4942)، ومسلم (2855).
- وورد في صفة هذا الأشقى حديثٌ آخر عن عمار بن ياسر، أن رسول الله ﷺ قال لعلي: «يا أبا ترابٍ ألا أحدِّثُكُما بأشقى النَّاسِ رجلين؟»، قلنا: بلى يا رسول الله، قال: «أُحيمِرُ ثمودَ الذي عَقَرَ الناقة، والذي يضرِبُك يا عليُّ عَلى هذه، يعني قرنه، حتى تبلَّ منه هذه، يعني لحيته».

رواه أحمد (18321)، والنسائي في «الكبرى» (8485)، والحاكم في «مستدركه» (4679) من طريق الإمام أحمد وقال: هذا حديث صحيح على شرط مسلم، ولم يخرجاه بهذه الزيادة. وقال الذهبي في «التلخيص»: على شرط مسلم. وصححه الألباني. والأشقى الآخر المذكور في الحديث هو عبد الرحمن بن ملجم قاتل علي.

### ما ورد في تفسير السورة عن الصحابة
عن ابن عباس في قوله عز وجل: ﴿وَٱلشَّمۡسِ وَضُحَىٰهَا﴾ قال: «ضوءها»، ﴿وَٱلۡقَمَرِ إِذَا تَلَىٰهَا﴾: «تبعها» ﴿وَٱلنَّهَارِ إِذَا جَلَّىٰهَا﴾ قال: «أضاءها»، ﴿وَٱلسَّمَاۤءِ وَمَا بَنَىٰهَا﴾ قال: «الله بنى السماء»، ﴿وَٱلۡأَرۡضِ وَمَا طَحَىٰهَا﴾، قال: «دحاها» قال: ﴿وَنَفۡسࣲ وَمَا سَوَّىٰهَا ۝٧ فَأَلۡهَمَهَا فُجُورَهَا وَتَقۡوَىٰهَا﴾ قال: «عرف شقاءها وسعادتها» ﴿قَدۡ أَفۡلَحَ مَن زَكَّىٰهَا  ۝٩ وَقَدۡ خَابَ مَن دَسَّىٰهَا ۝١٠﴾ قال: «أغواها».
رواه الحاكم في «مستدركه» (3938) وقال: هذا حديث صحيح على شرط الشيخين ولم يخرجاه. وقال الذهبي في «التلخيص»: على شرط البخاري ومسلم.

### بعض تفسيرات العلماء

#### موضوع السورة

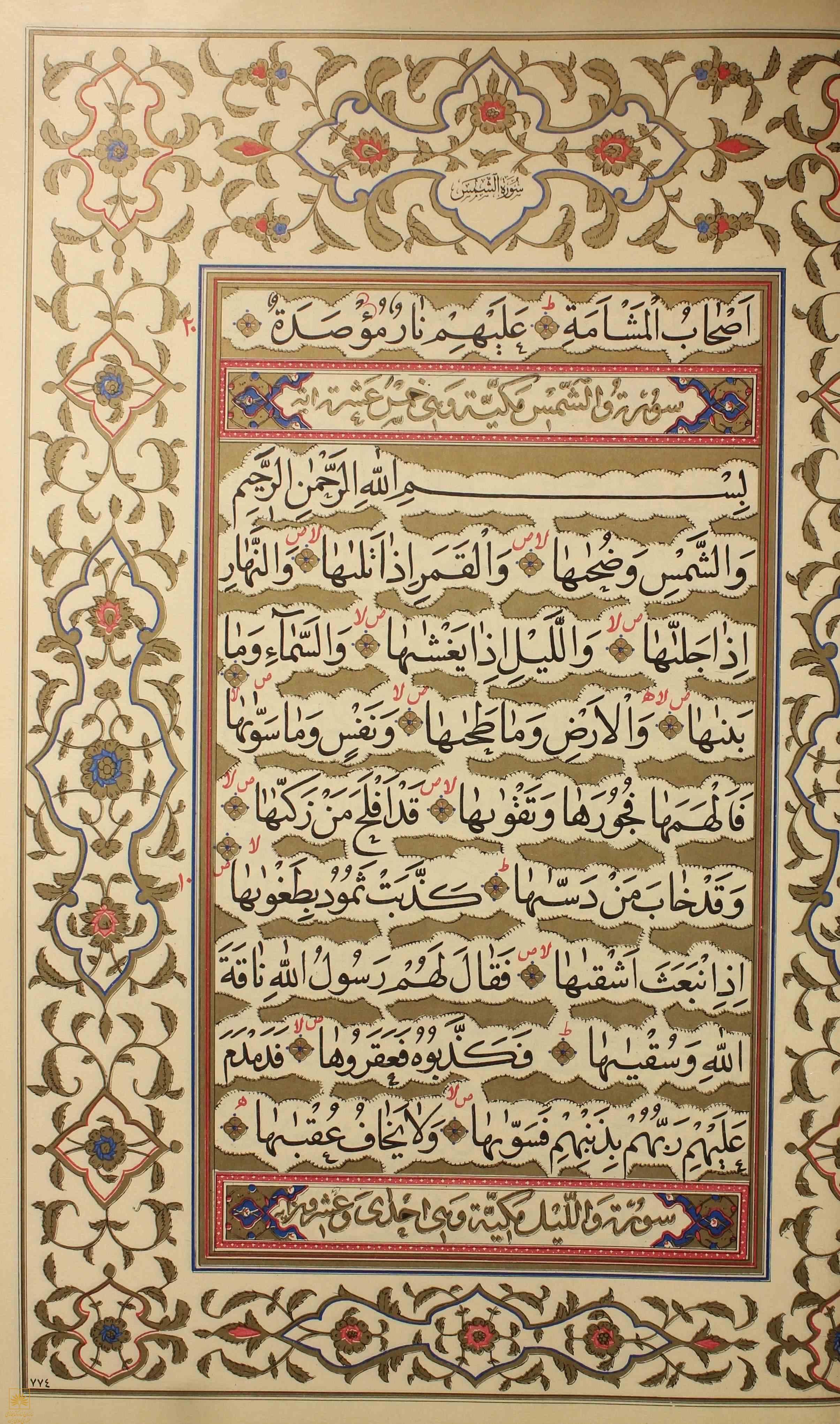
سورة الشمس في مصحف مذهب قديم.

- قال مجد الدين الفيروزآبادي في مقصود سورة الشمس: «أَنواع القَسَم المترادفة، على إِلهام الخَلْق في الطَّاعة والمعصيّة، والفلاح والخَيْبَة، والخبرُ من إِهلاك ثمود، وتخويف لأَهل مكَّة في قوله: ﴿وَلَا یَخَافُ عُقۡبَٰهَا﴾.».[5]
- قال الفخر الرازي: «المقصود من هذه السورة الترغيب في الطاعات والتحذير من المعاصي».[27]
- قال البقاعي: «مقصودها إثبات التصرف في النفوس التي هي سرج الأبدان، تقودها إلى سعادة أو كبد ونكد وهوان، كما أن الشمس سراج الفلك، يتصرف سبحانه فيها بالاختيار إضلالاً وهداية، ونعيماً وشقاوة، كتصرفه في الشمس بمثل ذلك، من صحة واعتلال، وانتظام واختلال، وكذا في جميع الأكوان، بما له من عظيم الشأن.».[28]
- قال مؤلفو «المختصر في تفسير القرآن الكريم»: «من مقاصد السورة: تركز على إظهار آيات الله وآلائه في الآفاق والأنفس وأحوالها، تزكية للنفوس، وزجرًا عن العصيان».[29]
- عن موضوعها، قال وهبة الزحيلي:[30]«تضمنت هذه السورة الكلام عن موضوعين مهمين هما:

1. الإقسام بالمخلوقات الكونية العظيمة في العالم العلوي والسفلي وآلة التفكر في ذلك وهو النفس على أحوال النفس الإنسانية، ودور الإنسان في تهذيبها، وتعويدها الأخلاق الفاضلة ليفوز وينجو، أو إهمالها وتركها بحسب هواها فيخيب.
2. ضرب المثل بثمود لمن دسّ نفسه وأهملها، فتمادت في الطغيان، فنزل بها العقاب الشديد وأهلكها ودمرها عيانا في الدنيا.  والخلاصة: المقصود من هذه السورة الترغيب في الطاعات، والتحذير من المعاصي.»

#### تفسير الآيات
۝١ ﴿وَٱلشَّمۡسِ وَضُحَىٰهَا﴾ أقسم الله بالشمس ونهارها؛ لأن ضوء الشمس الظاهر هو النهار.
۝٢ ﴿وَٱلۡقَمَرِ إِذَا تَلَىٰهَا﴾ وأقسم بالقمر إذا تبعها طالعًا عند غروبها. وقال قتادة: ليلة الهلال، إذا سقطت الشمس رُؤِيَ الهلالُ. وقال مالك، عن زيد بن أسلم: إذا تلاها ليلة القدر.
۝٣ ﴿وَٱلنَّهَارِ إِذَا جَلَّىٰهَا﴾ وأقسم بالنهار إذا كشف ما على وجه الأرض بضوئه،، قال ابن كثير: قال ابن جرير: وكان بعض أهل العربية يتأول ذلك بمعنى: والنهار إذا جَلَا الظلمة، لدلالة الكلام عليها. قلت: ولو أن هذا القائل تأول ذلك بمعنى ﴿وَٱلنَّهَارِ إِذَا جَلَّىٰهَا﴾ أي: البسيطة، لكان أولى، ولصح تأويله في قول الله ﴿وَٱلَّیۡلِ إِذَا یَغۡشَىٰهَا﴾ فكان أجود وأقوى، والله أعلم.
۝٤ ﴿وَٱلَّیۡلِ إِذَا یَغۡشَىٰهَا﴾ وأقسم بالليل حين يغطي وجه الأرض، فيصير مظلمًا، و«إذا» في الثلاثة لمجرد الظرفية والعامل فيها فعل القسم.
۝٥ ﴿وَٱلسَّمَاۤءِ وَمَا بَنَىٰهَا﴾ وأقسم بالسماء، وببنائها المتقن، وهو قول قتادة، حيث جعل «ما» هنا مصدرية، ويحتمل أن تكون بمعنى «من» يعني: والسماء وبانيها. وهو قول مجاهد، وكلاهما متلازم.
۝٦ ﴿وَٱلۡأَرۡضِ وَمَا طَحَىٰهَا﴾ وأقسم بالأرض، وأقسم ببسطها؛ ليسكن الناس عليها، وهذا أشهر الأقوال في معنى «طحاها» وعليه الأكثر من المفسرين، وهو المعروف عند أهل اللغة، قال الجوهري: طحوته مثل دحوته، أي: بسطْتُه، وقال عطية العوفي، عن ابن عباس: ﴿وَمَا طَحَىٰهَا﴾ أي: خلق فيها. وقال علي بن أبي طلحة، عن ابن عباس: ﴿طَحَىٰهَا﴾ قسمها.
۝٧ ﴿وَنَفۡسࣲ وَمَا سَوَّىٰهَا﴾ وأقسم بكل نفس، وأقسم بخلق الله لها سوية، قال ابن كثير الدمشقي: «أي: خلقها سوية مستقيمة على الفطرة القويمة، كما قال تعالى: ﴿فَأَقِمْ وَجْهَكَ لِلدِّينِ حَنِيفًا فِطْرَةَ اللَّهِ الَّتِي فَطَرَ النَّاسَ عَلَيْهَا لَا تَبْدِيلَ لِخَلْقِ اللَّهِ ذَلِكَ الدِّينُ الْقَيِّمُ وَلَكِنَّ أَكْثَرَ النَّاسِ لَا يَعْلَمُونَ ۝٣٠﴾ [الروم:30] وقال رسول الله ﷺ: «كل مولود يولد على الفطرة، فأبواه يهودانه أو ينصرانه أو يمجسانه، كما تولد البهيمة بهيمة جمعاء هل تحسون فيها من جدعاء؟». أخرجاه من رواية أبي هريرة. وفي صحيح مسلم من رواية عياض بن حمار المجاشعي، عن رسول الله ﷺ قال: «يقول الله عز وجل: إني خلقت عبادي حنفاء فجاءتهم الشياطين فاجتالتهم عن دينهم»».
۝٨ ﴿فَأَلۡهَمَهَا فُجُورَهَا وَتَقۡوَىٰهَا﴾ قال ابن كثير الدمشقي: «أي: فأرشدها إلى فجورها وتقواها، أي: بين لها ذلك، وهداها إلى ما قدر لها».
۝٩ -۝١٠ ﴿قَدۡ أَفۡلَحَ مَن زَكَّىٰهَا ۝٩ وَقَدۡ خَابَ مَن دَسَّىٰهَا ۝١٠﴾ قد فاز بمطلوبه من طهّر نفسه بتحليتها بالفضائل، وتخليتها عن الرذائل، وقد خسر من دَسَّ نفسه مخفيًا إياها في المعاصي والآثام.
قال ابن كثير: «يحتمل أن يكون المعنى: قد أفلح من زكى نفسه، أي: بطاعة الله -كما قال قتادة- وطهرها من الأخلاق الدنيئة والرذائل. ويروى نحوه عن مجاهد، وعكرمة، وسعيد بن جبير. وكقوله: ﴿قَدۡ أَفۡلَحَ مَن تَزَكَّىٰ ۝١٤ وَذَكَرَ ٱسۡمَ رَبِّهِۦ فَصَلَّىٰ ۝١٥﴾ .﴿وَقَدۡ خَابَ مَن دَسَّىٰهَا ۝١٠﴾ أي: دسسها، أي: أخملها ووضع منها بخذلانه إياها عن الهدى، حتى ركب المعاصي وترك طاعة الله عز وجل. وقد يحتمل أن يكون المعنى: قد أفلح من زكى الله نفسه، وقد خاب من دسى الله نفسه، كما قال العوفي وعلي بن أبي طلحة، عن ابن عباس.» ثم ذكر ابن كثير الأحاديث المذكورة في قسم الأذكار المتعلقة بالسورة.
۝١١ -۝١٥ ﴿كَذَّبَتۡ ثَمُودُ بِطَغۡوَىٰهَاۤ ۝١١ إِذِ ٱنۢبَعَثَ أَشۡقَىٰهَا ۝١٢ فَقَالَ لَهُمۡ رَسُولُ ٱللَّهِ نَاقَةَ ٱللَّهِ وَسُقۡیَـٰهَا ۝١٣ فَكَذَّبُوهُ فَعَقَرُوهَا فَدَمۡدَمَ عَلَیۡهِمۡ رَبُّهُم بِذَنۢبِهِمۡ فَسَوَّىٰهَا ۝١٤ وَلَا یَخَافُ عُقۡبَـٰهَا ۝١٥﴾
«كذبت ثمود نبيها صالحًا بسبب مجاوزتها الحدّ في ارتكاب المعاصي، واقتراف الآثام، حين قام أشقاهم بعد انتداب قومه له، فقال لهم رسول الله صالح عليه السلام: اتركوا ناقة الله، وشِرْبها في يومها، فلا تتعرضوا لها بسوء، فكذبوا رسولهم في شأن الناقة، فقتلها أشقاهم مع رضاهم بما فعل، فكانوا شركاء في الإثم، فأطبق الله عليهم عذابه، فأهلكهم بالصيحة بسبب ذنوبهم، وسوّاهم في العقوبة التي أهلكهم بها، فعل الله بهم من العذاب ما أهلكهم غير خائف سبحانه من تبعاته.»

## مكانتها في الإسلام
سورة الشمس إحدى سور القرآن الكريم كلام الله ووحيه ومعجزة النبي محمد في الدين الإسلامي.

### فضلها

#### قراءتها في صلاة العشاء
ورد في الحث على قراءتها في صلاة الجماعة -تخفيفاً عن المصلين لقصرها- حديث جابر بن عبد الله: قال: أقبل رجلٌ بناضحين وقد جنح اللَّيل، فوافق معاذًا يصلِّي، فترك ناضحه وأقبل إلى ‌معاذٍ فقرأ بسورة البقرة أو النِّساء، فانطلق الرَّجل، وبلغه أنَّ معاذًا نال منه، فأتى النَّبيَّ ﷺ فشكا إليه معاذًا، فقال النَّبيُّ ﷺ: «يا ‌معاذ، أفتَّانٌ أنت؟. أو أفاتنٌ». ثلاث مرارٍ: «فلولا ‌صلَّيت بـ﴿سَبِّحِ ‌ٱسۡمَ ‌رَبِّكَ﴾، ﴿وَٱلشَّمۡسِ وَضُحَىٰهَا﴾، ﴿وَٱلَّیۡلِ ‌إِذَا یَغۡشَىٰ﴾ فإنَّه يصلِّي وراءك الكبير والضَّعيف وذو الحاجة».
أخرجه البخاري (705) واللفظ له، ومسلم (465)، وقد روي هذا الحديث عن بريدة بن الحصيب وأنس بن مالك.
وقد كان النبي ﷺ يقرأ بها في الجماعة في صلاة العشاء، فعن بريدة بن الحصيب قال: «كان رسول الله ﷺ يقرأُ في العِشاءِ الآخرة بالشَّمس وضحاها ونحوها من السور». أخرجه الترمذي (309)، والنَّسائي (999)، وصححه الوادعي.

#### قراءتها في صلاة الضحى
رُوِي حديث موضوع في الحث على قراءتها في صلاة الضحى: عن عقبة بن عامر: قال رسول الله ﷺ: «صلوا ركعتي الضحى بسورتيها: (والشمس ‌وضحاها)، و(الضحى)» أخرجه الروياني والديلمي وحكم عليه بالوضع الألباني.

#### فضيلة عامة لقراءتها
ورُوِي حديثٌ موضوع في فضلها عن أبي بن كعب عن رسول الله ﷺ: أنَّه قال: «مَن قرأ سورةَ ‌والشَّمس وضحاها فكأنَّما ‌تصدَّقَ ‌بكلِّ شيءٍ طلعَتْ عليه الشَّمسُ والقمر». رواه الثعلبي وحكم عليه بأنه موضوع جمع من العلماء منهم: ابن المبارك حيث قال: «أظن الزنادقة وضعته»، وابن الجوزي، ومجد الدين الفيروزآبادي، والسيوطي، والشوكاني.

### أذكار مقتبسة من السورة

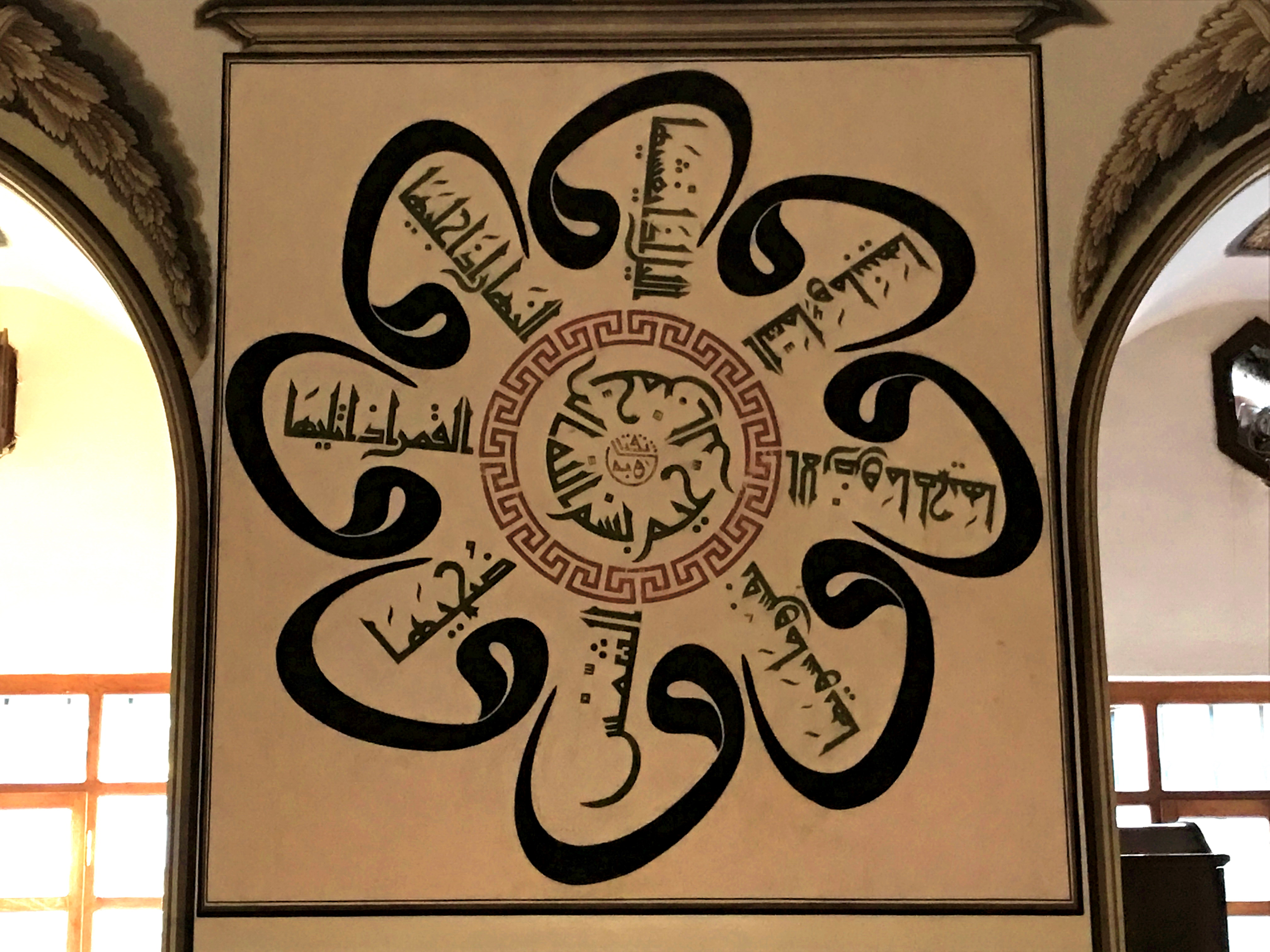
الآيات الأولى من سورة الشمس منقوشة في مسجد أولو جامع.

- عن ابن عباس قال: كان النبي ﷺ إذا تلا هذه الآية ﴿وَنَفۡسࣲ وَمَا سَوَّىٰهَا ۝٧ فَأَلۡهَمَهَا فُجُورَهَا وَتَقۡوَىٰهَا﴾ وقف، ثم قال: «اللهم ‌آتِ ‌نفسي ‌تقواها، أنت وليُّها وخيرُ من زكَّاها».

أخرجه الطبراني، وحسّن إسناده الهيثمي. وقد ورد هذا الحديث برواية أبي هريرة في تفسير ابن أبي حاتم، والسنة لابن أبي عاصم، وحكم عليه الألباني بمجموع الشاهدين بأنه حسن لغيره وعقّب على تحسين الهيثمي للحديث بأن فيه ابن لهيعة وهو سيئ الحفظ.
- وورد هذا الذكر في الصلاة في حال السجود، فعن عائشة أنها فقدت النبي ﷺ من مضجعه، فلمسته بيدها، فوقعت عليه وهو ساجد، وهو يقول: «ربِّ ‌أعطِ نفسي ‌تقواها، زكِّها أنت خير من زكَّاها، أنت وليُّها ومولاها».

أخرجه أحمد (25757)، وصححه شعيب الأرنؤوط في تخريج المسند.
- وخارج الصلاة عن ‌زيد بن أرقم قال: لا أقول لكم إلا كما كان رسول الله ﷺ يقول: كان يقول: «اللهم إني أعوذ بك من العجز والكسل، والجبن، والبخل، والهرم، وعذاب القبر، اللهم آتِ ‌نفسي ‌تقواها، وزكِّها أنت خير من ‌زكَّاها، أنت وليها ومولاها، اللهم إني أعوذ بك من علمٍ لا ينفع، ومن قلبٍ لا يخشع، ومن نفسٍ لا تشبع، ومن دعوةٍ لا يستجاب لها».

أخرجه مسلم (2722).

## مسائل فقهية
ليس في سورة الشمس ناسخ ولا منسوخ. وليس فيها أحكام فقهية.

## مسائل لغوية

### البلاغة
قال محمد الأمين الهرري:
فمنها: الطباق بين (الشمس) و(القمر) في قوله: ﴿وَٱلشَّمۡسِ وَضُحَىٰهَا ۝١ وَٱلۡقَمَرِ إِذَا تَلَىٰهَا ۝٢﴾ وبين (الليل) و(النهار) في قوله: ﴿وَٱلنَّهَارِ إِذَا جَلَّىٰهَا ۝٣ وَٱلَّیۡلِ إِذَا یَغۡشَىٰهَا ۝٤﴾.
ومنها: الإسناد المجازي في قوله: ﴿وَٱلنَّهَارِ إِذَا جَلَّىٰهَا﴾؛ لأنه لما كان جلاء الشمس واقعًا في النهار .. أسند فعل التجلية إليه إسنادًا مجازيًا مثل نهاره صائم.
ومنها: اختيار صيغة المضارع على الماضي [في قوله:﴿وَٱلَّیۡلِ إِذَا یَغۡشَىٰهَا﴾]؛ للدلالة على أنه لا يجري عليه تعالى زمان، فالمستقبل عنده تعالى، كالماضي في التحقيق، وفيه أيضًا مراعاة الفواصل؛ إذ لو أتى به ماضيًا .. لكان التركيب إذا غشيها، فتفوت المناسبة اللفظية بين الفواصل والمقاطع. اهـ "خطيب".
ومنها: تنكير نفسٍ في قوله: ﴿وَنَفۡسࣲ وَمَا سَوَّىٰهَا﴾؛ للتفخيم على أن المراد به آدم عليه السلام، أو للتكثير وهو الأنسب للجواب.
ومنها: تقديم الفجور على التقوى مع كونه أخس لمراعاة الفواصل، أو لشدة الاهتمام بنفيه؛ لأنه إذا انتفى الفجور .. وجدت التقوى، فقدم ما هم بشأنه أعنى.
ومنها: الطباق بين الفجور والتقوى في هذه الآية.
ومنها: المقابلة اللطيفة بين قوله:﴿قَدۡ أَفۡلَحَ مَن زَكَّىٰهَا﴾ وقوله: ﴿وَقَدۡ خَابَ مَن دَسَّىٰهَا﴾.
ومنها: الإضافة للعهد في قوله: ﴿رَسُولُ ٱللَّهِ﴾ وهو صالح عليه السلام.
ومنها: التعبير فيه بعنوان الرسالة إيذانًا بوجوب طاعته، وبيانًا لغاية عتوهم وتماديهم في الطغيان.
ومنها: الإضافة للتشريف في قوله: ﴿نَاقَةَ ٱللَّهِ﴾ كبيت الله، أضيفت إليه سبحانه تشريفًا لها؛ لأنها خرجت من حجر أصم معجزة لصالح عليه السلام.
ومنها: التعبير بصيغة التكرير في قوله:﴿فَدَمۡدَمَ عَلَیۡهِمۡ﴾ إفادة للتهويل والتفظيع؛ لأن التعبير بالدمدمة يدل على هول العذاب الواقع بهم وإطباقه عليهم.
ومنها: الاستعارة التمثيلية في قوله:﴿وَلَا یَخَافُ عُقۡبَـٰهَا﴾ على اعتبار أن الضمير في (يَخَافُ) عائد إلى الله عَزَّ وَجَلَّ وهو الظاهر؛ أي: أنه تعالى لا يخاف عاقبتها، كما تخاف الملوك عاقبة أفعالها، والمقصود من الاستعارة إهانتهم وإذلالهم.
زاد وهبة الزحيلي: «في السورة كلها سجع مرصع وهو توافق الفواصل مراعاة لرؤوس الآيات».

### إعراب السورة
۝١ وَالشَّمسِ: الواو: حرف قسم وجر. والشمسِ: مقسم به مجرور بواو القسم، والجار والمجرور متعلقان بفعل القسم المحذوف وجوبًا. والجملة القسمية مستأنفة استئنافًا نحويًّا.
وضحاها: الواو: حرف عطف، وضحى: اسم معطوف على الشمس مجرور مثله، وهو مضاف، وها: ضمير متصل في محل جر بالمضاف.
واختلف في جواب القسم فقيل «قد أفلح من زكاها»، وقيل: محذوف واختلف في تقديره، فقال الزمخشري: لَيُدَمدِمَنَّ الله عليهم، أي أهل مكة. وقال غيره: لثُبْعَثُنَّ.
۝٢ وَالْقَمَرِ: معطوفة بالواو على «الشمس» ومجرور مثلها، وعلامة جره الكسرة الظاهرة على آخره.
إذا: ظرف زمان مجرد عن معنى الشرط مبني على السكون في محل نصب متعلق بفعل القسم المحذوف، وقيل متعلق بحال محذوفة من القمر والتقدير: وأقسم بالقمر كائنًا إذا تلاها.
تَلاها: الجملة الفعلية في محل جر بالإضافة. تلا: فعل ماض مبني على الفتح المقدر على الألف للتعذر. والفاعل ضمير مستتر فيه جوازًا تقديره هو. وها: ضمير متصل مبني على السكون في محل نصب مفعول به.
۝٣ وَالنهارِ إذا جلاها: إعرابها مثل: والقمر إذا تلاها.
۝٤ والليل: إعرابها مثل: والقمر.
إذا: ظرف زمان مبني على السكون في محل نصب متعلق بحال محذوفة من الليل. التقدير: وأقسم بالليل كائنًا إذا يغشاها.
يغشاها: الجملة الفعلية في محل جر بالإضافة. يغشى: فعل مضارع مرفوع وعلامة رفعه الضمة المقدرة على الألف للتعذر. والفاعل ضمير مستتر فيه جوازًا تقديره هو. وها: ضمير متصل مبني على السكون في محل نصب مفعول به.
۝٥ والسماء: مثل والقمر.
الواو عاطفة. ما: فيها وجهان: الوجه الأول: حرف مصدر لا محل له من الإعراب، وجملة «بناها» صلتها لا محل لها من الإعراب، و«ما» وما بعدها بتأويل مصدر في محل جر التقدير: وبنائها. وذهب إليه الزجاج والمبرد.
والوجه الثاني: اسم موصول بمعنى «من» مبني على السكون في محل جر لأنه معطوف على مجرور أي والسماء وبانيها. وهذا قول الحسن ومجاهد وأبي عبيدة واختاره ابن جرير.
بَناها: إعرابها مثل إعراب «تلاها». وجملة «بناها» صلة الموصول لا محل لها من الإعراب كما تقدم.
۝٦ والأرض: مثل والقمر.
وما طحاها: فيها نفس الوجهين اللذين في «وما بناها».
۝٧ ونفسٍ: مثل «والقمر».
وما سوَّاها: فيها نفس الوجهين اللذين في «وما بناها».
۝٨ فَأَلْهَمَها: الفاء عاطفة. ألهم: فعل ماض مبني على الفتح والفاعل ضمير مستتر جوازا تقديره هو، وها ضمير متصل مبني على السكون في محل نصب مفعول به أول.
فُجُورَها: مفعول به ثان منصوب وعلامة نصبه الفتحة، وها ضمير متصل مبني على السكون في محل جر بالإضافة. وتقواها: معطوفة بالواو على «فجورها»، وتعرب إعرابها، وعلامة نصبها الفتحة المقدرة على الألف للتعذر.وها ضمير متصل مبني على السكون في محل جر بالإضافة.
۝٩ قَدْ: فيه وجهان أحدهما أنه جواب القسم والأصل: «لقد» وإنما حذفت اللام لطول الكلام، والثاني: انه ليس بجواب القسم. قد: حرف تحقيق.
أَفْلَحَ: فعل ماض مبني على الفتح. من: اسم موصول مبني على السكون في محل رفع فاعل. زكى: فعل ماض مبني على الفتح المقدر على الألف للتعذر، والفاعل ضمير مستتر فيه جوازًا تقديره هو يرجع إما إلى الله عز وجل أي: من زكى الله نفسه، أو إلى «مَن» اختلاف بين المفسرين، و«ها» ضمير متصل مبني على السكون في محل نصب مفعول به. وجملة «زكاها» صلة الموصول لا محل لها من الإعراب.
۝١٠ وقد خاب من دساها: إعرابها كإعراب قد أفلح من زكاها.
۝١١ كَذَّبَتْ: فعل ماض مبني على الفتح والتاء تاء التأنيث الساكنة لا محل لها من الإعراب.
ثمود: فاعل مرفوع بالضمة ولم تنون لأنها ممنوعة من الصرف، للتأنيث والتعريف وبتأويل القبيلة.
بِطَغْواها: جار ومجرور متعلق بـ«كذبت» وعلامة جره الكسرة المقدرة على الألف للتعذر. وها ضمير متصل مبني على السكون في محل جر بالإضافة أي بطغيانها.
والجملة الفعلية مستأنفة مقررة لمضمون ما قبلها.
۝١٢ إِذِ: ظرف زمان بمعنى «حين» مبني على السكون الذي حرك بالكسر لالتقاء الساكنين في محل نصب متعلق بـ«كذبت» أو بـ«طغواها». انبعَثَ: فعل ماض مبني على الفتح أي حين نهض.
أَشْقاها: فاعل مرفوع بالضمة المقدرة على الألف للتعذر. وها: ضمير متصل مبني على السكون في محل جر بالإضافة. والجملة الفعلية «انْبَعَثَ أَشْقاها» في محل جر بالإضافة.
۝١٣ فَقالَ: الفاء عاطفة أو للاستئناف. قال: فعل ماض مبني على الفتح.
واللام حرف جر. وهم: ضمير متصل في محل جر باللام والجار والمجرور متعلق بقال.
رَسُولُ: فاعل مرفوع وعلامة رفعه الضمة. اللَّهِ: لفظ الجلالة: مضاف إليه مجرور على التعظيم بالإضافة وعلامة الجر الكسرة.
ناقَةَ: مفعول به منصوب على التحذير بفعل مضمر تقديره: «احذروا» وعلامة نصبه الفتحة. اللهِ لفظ الجلالة: مضاف إليه مجرور على التعظيم بالإضافة وعلامة جره الكسرة.
وَسُقْياها: معطوفة بالواو على «ناقَةَ اللَّهِ» منصوبة مثلها وعلامة نصبها الفتحة المقدرة على الألف للتعذر. وها ضمير متصل مبني على السكون في محل جر بالإضافة.
والجملة الفعلية «ناقة الله وسقياها» مقول القول في محل نصب مفعول به.
۝١٤ فَكَذَّبُوهُ: الفاء استئنافية. كذبوه: فعل ماض مبني على الضم لاتصاله بواو الجماعة، والواو ضمير متصل في محل رفع فاعل، والهاء ضمير متصل مبني على الضم في محل نصب مفعول به.
فَعَقَرُوها: إعرابها مثل: فكذبوه.
فَدَمْدَمَ عَلَيْهِمْ رَبُّهُمْ: الفاء سببية. دمدم: فعل ماض مبني على الفتح.
على: حرف جر. وهم ضمير متصل في محل جر بعلى والجار والمجرور متعلق بـ«دمدم». ربُّ: فاعل مرفوع بالضمة، وهم ضمير الغائبين في محل جر بالإضافة.
بِذَنْبِهِمْ: جار ومجرور متعلق بـ«دمدم» وهم ضمير الغائبين في محل جر بالإضافة.
فَسَوَّاها: الفاء عاطفة. سوَّى: فعل ماض مبني على الفتح المقدر على الألف للتعذر، والفاعل ضمير مستتر فيه جوازًا تقديره هو، وها ضمير متصل مبني على السكون في محل نصب مفعول به.
۝١٥ وَلا يَخافُ: الواو عاطفة. لا: نافية لا عمل لها. يخاف: فعل مضارع مرفوع بالضمة والفاعل ضمير مستتر فيه جوازًا تقديره هو. أو تكون الواو حالية والجملة بعدها في محل نصب حال، والضمير في يخاف يعود على الله عزو جل، وقيل: العاقر.
عُقْباها: مفعول به منصوب وعلامة نصبه الفتحة المقدرة على الألف للتعذر، وها ضمير متصل مبني على السكون في محل جر بالإضافة أي عاقبتها وتبعتها.

## وصلات خارجية
- سورة الشمس مكتوبة برواية ورش عن نافع - الموسوعة القرآنية
- سورة الشمس مكتوبة برواية حفص عن عاصم - الموسوعة القرآنية
- سورة الشمس بصوت القارئ رعد مُحمَّد الكردي على يوتيوب